# أحمد زعتر
أحمد زعتر، ممثل أردني .

## عن حياته
له العديد من الإعمال التلفزيونية .

## من أعماله

### المسلسلات
- دموع القمر
- أبو جعفر المنصور

## روابط خارجية
- أحمد زعتر على موقع قاعدة بيانات الأفلام العربية